# Sainte-Luce (Martinica)

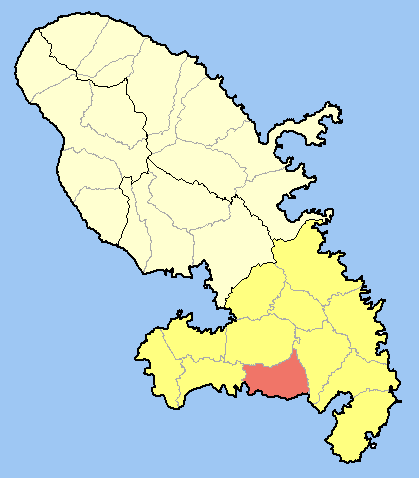
Situació de Sainte-Luce

Sainte-Luce és un municipi francès, situat a la regió de Martinica. El 2009 tenia 9.134 habitants. Es troba a la part meridional de l'illa i és famosa per la destil·leria de rom Trois Rivières.

## Administració

Vista panoràmica de Sainte-Luce.

| Període   | Identitat            | Partit |
| --------- | -------------------- | ------ |
| 1886-1888 | Théus Fardin         |        |
| 1888-1891 | Rosemond Bellay      |        |
| 1891-1894 | Théus Fardin         |        |
| 1894-1896 | Prospert Lesueur     |        |
| 1896-1908 | Louis Félix De Lor   |        |
| 1908-1919 | Prospert Lesueur     |        |
| 1919-1925 | Paul Saint-Cyr       |        |
| 1925-1926 | Gabriel de Montaigne |        |
| 1926-1965 | Jean Enal            |        |
| 1965-1990 | Jean Maran           | UDF    |
| 1990-     | Louis Crusol         | PPM    |

## Personatges il·lustres
- Médard Aribot